# Dexenhof
Dexenhof, auch Dechsenhof, ist eine Wüstung und war eine Einöde und ein Ortsteil der Gemeinde Falkenfels im niederbayerischen Landkreis Bogen.
Dexenhof lag knapp drei Kilometer südlich von Falkenfels am Straubinger Weg (Dexen Weg) zwischen Falkenfels und Münster.

## Geschichte

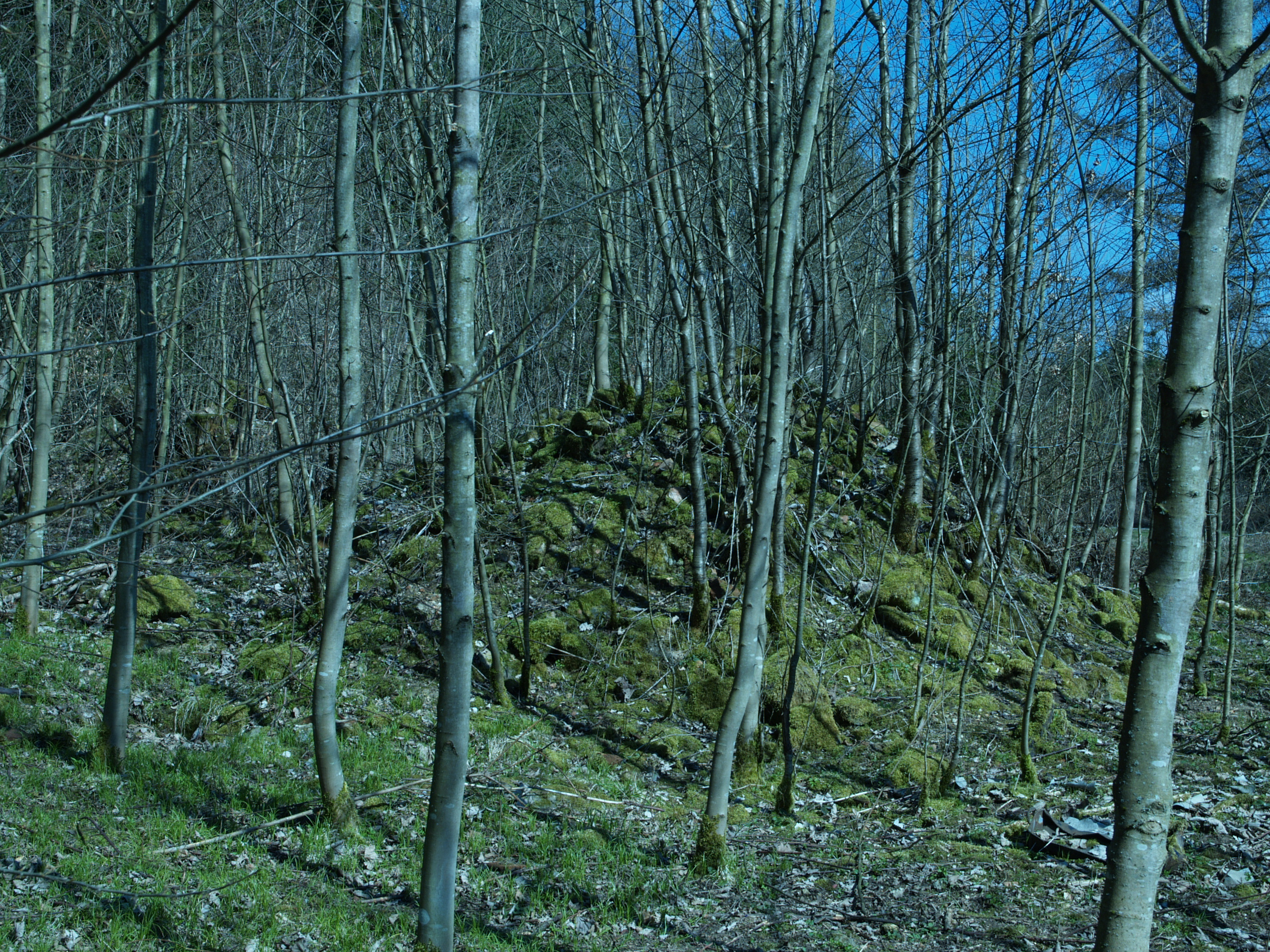
Bauschutthügel der Wüstung Dexenhof

In der Zeit der Gründung des Klosters Oberalteich gelangt der Dexenhof durch eine Schenkung von Ministerialen der Domvögte in den Besitz des Klosters. Im Hofanlagebuch von 1764 werden in Dexenhof zwei Anwesen, ein Dreiviertelhof und ein Achtelhof, unter Herrschaft der Hofmark Ascha aufgeführt. Joseph von Hazzi erwähnt für 1805 zwei Häuser mit drei Herdstellen, die zur Hofmark Falkenfels gehören. 1811 gehört Dexenhof zum Steuerdistrikt Falkenfels und kommt 1818 zur neu entstandenen Gemeinde Falkenfels. Im Jahr 1866 wird das größere der Anwesen unter der Hausnummer 76 geführt und hat  einen Grundbesitz von über 142 Tagwerk (48,5 Hektar), davon etwa 137 Tagwerk in der Steuergemeinde Falkenfels. Die Uraufnahme zeigt dieses große Anwesen mit zwei Weihern knapp 200 Meter östlich des kleineren Anwesens mit der Hausnummer 75. Letztmals 1900 werden dort zwei Anwesen genannt. Die Entstehung der Wüstung nach Aufgabe des Dexenhofs, der ehemaligen Nummer 76, im Jahr 1964, kann auf den Topografischen Karten verfolgt werden. Zuletzt gehörte der Ort zur Expositur Falkenfels der katholischen Pfarrgemeinde Ascha und früher zur Pfarrei Kirchroth. Dexenhof war Teil des Schulsprengels Falkenfels, früher des Sprengels der Schule in Münster.

## Einwohnerentwicklung
- 1831: 013 Einwohner[10]
- 1835: 018 Einwohner[2]
- 1860: 012 Einwohner[7]
- 1861: 018 Einwohner[11]
- 1871: 013 Einwohner[12]
- 1875: 014 Einwohner[13]
- 1885: 009 Einwohner[14]
- 1900: 009 Einwohner[6]
- 1913: 005 Einwohner[8]
- 1925: 004 Einwohner[15]
- 1950: 006 Einwohner[9]
- 1961: 004 Einwohner[1]